# Operator ściśle singularny
Operator ściśle singularny (operator Kato) – operator liniowy i ograniczony {\displaystyle T} między przestrzeniami Banacha {\displaystyle X} i {\displaystyle Y} o tej własności, że dla każdej skończenie wymiarowej podprzestrzeni {\displaystyle D} przestrzeni {\displaystyle X} i dla każdej dodatniej liczby {\displaystyle \varepsilon } istnieje taki wektor {\displaystyle x} o normie 1 należący do {\displaystyle D,} że
{\displaystyle \|Tx\|<\varepsilon .}
Mówiąc obrazowo, operator ściśle singularny, to taki operator ograniczony, który nie działa jako izomorfizm na żadnej domkniętej nieskończenie wymiarowej podprzestrzeni swojej dziedziny. Klasa operatorów ściśle singularnych została wyróżniona w 1958 roku przez Tosio Kato.
Rodzinę operatorów ściśle singularnych między przestrzeniami {\displaystyle X} i {\displaystyle Y} oznacza się na ogół symbolem
{\displaystyle {\mathcal {S}}(X,Y)}
(bądź {\displaystyle S(X),} gdy {\displaystyle X=Y}).

## Własności
- Zbiór {\displaystyle S(X)} jest domkniętym ideałem w algebrze {\displaystyle B(X)} wszystkich operatorów ograniczonych na {\displaystyle X.} Ideał ten zawiera ideał {\displaystyle K(X)} wszystkich operatorów zwartych. Jeżeli {\displaystyle X} jest (niekoniecznie ośrodkową) przestrzenią Hilberta bądź {\displaystyle X=\ell _{p}}(przestrzeń Lp)[2][3] bądź {\displaystyle X=c_{0}} (przestrzeń c0) lub {\displaystyle X} jest {\displaystyle p}-tą przestrzenią Jamesa {\displaystyle (1<p<\infty )}[4], to ideał operatorów ściśle singularnych na {\displaystyle X} pokrywa się z ideałem operatorów zwartych. Istnieją przestrzenie Banacha {\displaystyle X} dla których ideał {\displaystyle S(X)} jest ściśle większy od {\displaystyle K(X),} na przykład, {\displaystyle X=\ell _{p}\oplus \ell _{q}} przy {\displaystyle 1<p<q<\infty }[5].
- W przeciwieństwie do natury operatorów (słabo) zwartych, operator sprzężony do operatora ściśle singularnego nie musi być ściśle singularny[6] (por. twierdzenie Gantmacher).
- W.T. Gowers i B. Maurey podali jako pierwsi przykład nieskończenie wymiarowej przestrzeni Banacha {\displaystyle E} o tej własności, że każda podprzestrzeń komplementarna jest skończenie wymiarowa oraz każda domknięta nieskończenie wymiarowa podprzestrzeń przestrzeni {\displaystyle E} również ma tę własność[7] (tzw. dziedzicznie nierozkładalna przestrzeń Banacha lub przestrzeń HI). Każdy operator ograniczony {\displaystyle T\colon E\to E} na zespolonej przestrzeni HI {\displaystyle E} może być zapisany w postaci {\displaystyle T=cI+S,} gdzie {\displaystyle c} jest pewnym skalarem, {\displaystyle I} operatorem identyczności, a {\displaystyle S} pewnym operatorem ściśle singularnym na {\displaystyle E.}